# Le Bal – Der Tanzpalast
Le Bal – Der Tanzpalast (Originaltitel: Le Bal) ist ein italienisch-französisch-algerischer Spielfilm aus dem Jahr 1983. Er verfügt über keinen Dialog; die Handlung wird ausschließlich durch das Spiel der Darsteller vermittelt.

## Handlung
Die ganze Handlung spielt sich im Innern eines halb unterirdisch gelegenen Tanzlokals in Paris ab. Sie besteht aus einer Rahmenerzählung, die in der Gegenwart spielt, und sieben Rückblenden, die jeweils eine Zeitspanne des 20. Jahrhunderts schildern. Jede Rückblende endet mit einem Schnappschuss, der (als Photographie über der Bar) zur nächsten Rückblende überleitet. Es agieren stets die gleichen Schauspieler/Tänzer, die verschiedene Charaktere darstellen.

### 1983
Ein alter Kellner betritt das noch geschlossene Lokal und trifft die nötigen Vorbereitungen. Neun Frauen, von der Musik J’attendrai (ab Konserve) begleitet, betreten nach und nach das Parkett, danach gemeinsam elf  Männer während des Liedes What Now My Love. Die Band beginnt zu spielen und die Gesellschaft tanzt. Während der Kellner einen Kaffee aufgießt, setzt die erste Rückblende ein:

### 1936
Die Volksfront hat die Wahlen gewonnen und ihre Anhänger feiern. Während die Gesellschaft eine Valse Musette tanzt, betritt ein angeberischer Bourgeois mit seiner festlich gekleideten Frau das Lokal. Die Frau lässt sich von einem Tänzer (wie Jean Gabin in Pépé le Moko gekleidet) küssen; ihr Mann versucht zuerst, Kokain zu nehmen und später Selbstmord zu begehen. Der Tänzer hält ihn davon ab und das Ehepaar verlässt das Lokal. Anschließend betritt ein Vertreter der politischen Rechten das Lokal, wogegen die Tänzerinnen und Tänzer protestieren.

### 1940
Westfeldzug: Während eines Fliegeralarms suchen mehrere Menschen Zuflucht im Lokal. Wie die Entwarnung ertönt, gehen die meisten wieder ins Freie; nur ein junges Paar verspeist noch einen Teller Spaghetti.

### 1944
Die tanzende Gesellschaft besteht fast ausschließlich aus Frauen, die sich ihrer Männer an der Front erinnern. Eine ertränkt ihre Sorgen im Alkohol. Während das Radio We Gonna Hang Out the Washing on the Siegfried Line (in einer französischen Version) spielt, betreten ein französischer Kollaborateur und ein Wehrmachts-Offizier das Lokal. Hastig wechselt man auf den deutschen Sender mit dem Lied Lili Marleen. Da der Kollaborateur keine Partnerin für den Offizier finden kann, tanzt er schließlich selbst mit ihm. Plötzlich erklingen die Friedensglocken und der Offizier ergreift die Flucht. Der Zweite Weltkrieg ist in Frankreich beendet.

### 1945
Mit den heimgekehrten Männern feiert die Gesellschaft das Ende des Krieges. Der frühere Kollaborateur wird im Kreis umhergestoßen, bis er fliehen kann. Die Szene wird plötzlich wieder ernst, wie ein Invalide mit nur einem Bein auftaucht, doch auch er gesellt sich zu den Tänzern.

### 1946
US-amerikanische Kultur zieht ein: Während der Glenn-Miller-Hit In the Mood gespielt wird, probiert der Kellner die neue Coca-Cola und die Gesellschaft den neuen Swing – mit beidem tun sie sich noch schwer. Der ehemalige Kollaborateur schleppt zwei GIs in das Lokal; der eine hat eine Trompete und spielt La vie en rose. Der Kollaborateur verkauft den Tänzerinnen unter der Hand Schwarzmarktware.

### 1956
Während eine mexikanische Combo spielt, tanzt die Gesellschaft erst Samba, dann Tango. Eine Gruppe Halbstarker betritt das Lokal; sie tanzen Rock-’n’-Roll. In Afrika tobt der Algerienkrieg; ein stämmiger Franzose nimmt einen algerischen Tänzer mit zur Toilette, wo er ihn verprügelt. Der daraufhin auftretende Kommissar (an Jean Gabin als Kommissar Maigret erinnernd) verhaftet fälschlicherweise den blutenden Nordafrikaner.

### 1968
Während der 68er-Bewegung flüchten Demonstranten nach einer Straßenschlacht in den unbeleuchteten Tanzsaal, wo sie zu Michelle von den Beatles tanzen.

### 1983
Wieder in der Gegenwart hört die Gesellschaft auf zu tanzen; alle verlassen  nach und nach das Lokal. Der Kellner rüttelt eine kurzsichtige Dame wach, die glaubt, endlich zum Tanz aufgefordert zu sein. Sie bemerkt ihren Irrtum und geht ebenfalls nach Hause. Der Film endet mit dem Abschalten des Lichts.

## Hintergrund

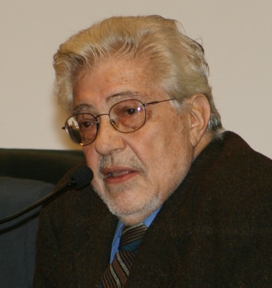
Der Regisseur des Films: Ettore Scola

Regisseur Ettore Scola hat für Le Bal ein Theaterstück aus dem Théâtre du Campagnol von Jean-Claude Penchenat adaptiert, das 1981 uraufgeführt wurde. Die Schauspieler des Films setzen sich größtenteils aus den Mitgliedern des Théâtre du Campagnol zusammen. Der Regisseur selbst sagte dazu:

„Meine Filme von Nous nous sommes tant aimés bis La Terrasse sind eher Theaterstücke als Filme. Aber bei Le Bal hab ich drei Themen, die mich interessieren, vereint: Die Zeit, die Einsamkeit und die persönliche Geschichte. Daraus ergibt sich dann die offizielle Geschichte.“

## Musik
- J'Attendrai (Tornerai) – Musik von Dino Olivieri – Sänger: Raymond Lefebvre – Italienische Lyrics: Nino Rastelli – französische Lyrics: Louis Poterat
- Et Maintenant – Musik von Gilbert Bécaud – Sänger: Caravelli

- Les Plaisirs Démodés – Musik von Georges Garvarentz –  Sänger: Charles Aznavour – Lyrics: Charles Aznavour
- Mujer de Sevilla – Musik von Jacques Chanzol – Sänger: Pepe Núñez
- Jalousie – Musik von Jacob Gade – Sänger: Llanos Molendo
- La Paloma – Musik von Sebastian Iradier – Sänger: Primo Corchia
- Le Dénicheur – Musik von Léo Daniderff
- La plus Bath des Javas –  Musik von Trémolo
- La Belote – Musik von Maurice Yvain
- La Mazurka – Musik von Frédéric Chopin
- Y a d'la Joie ! – Musik von Charles Trenet und Michel Emer
- Tout va très bien Madame la Marquise – Musik von Paul Misraki
- Valse Brune – Musik von Georges Krier
- Les Triolets – Musik von Charles Péguri
- Parlami d'Amore Mariù – Musik von Cesare Andrea Bixio – Lyrics: Ennio Neri
- Tchi-Tchi – Musik von Vincent Scotto – Lyrics: René Pujol, Émile Audiffred und Georges Koger
- On Ira Pendre notre Linge sur la Ligne Siegfried (We Gonna Hang Out the Washing on the Siegfried Line) – Musik von Michael Carr – Lyrics: englisch (Jimmy Kennedy); französisch (Paul Misraki)
- Lili Marleen – Musik von Norbert Schultze – Lyrics: Hans Leip – Sängerin: Lale Andersen
- Piloten – Musik von Martin Ramming – Lyrics: Hans Wilke – Sängerin: Lale Andersen
- Sérénade sans Espoir – Musik von Melle Weersma – Lyrics Englisch: Hal Halifax Lyrics Französisch: André Hornez
- Fleur de Paris – Musik von Henri Bourtayre – Lyrics: Maurice Vandair
- In the Mood – Musik von Joe Garland
- Top Hat – Musik von Irving Berlin
- Let's Face the Music and Dance – Musik von Irving Berlin
- Harlem Nocturne – Musik von Earle Hagen
- Shuffle Blues – Musik von Pimper
- La Vie en Rose – Musik von Louiguy – Lyrics: Édith Piaf
- Si tu Vas à Rio – Musik: Júlio Monteiro – Lyrics: Jean Broussolle
- Hernando's Hideaway – Musik von Richard Adler
- Brazil – Musik von Ary Barroso
- El Negro Zumbon – Musik von Armando Trovajoli
- Tutti Frutti – Musik von Little Richard
- Only You – Musik von Vince Clarke
- La Marseillaise – Musik von Claude Joseph Rouget de Lisle
- Michelle – Musik von John Lennon und Paul McCartney
- Que Reste-t-il de nos Amours ? – Musik von Charles Trenet und Léo Chauliac – Lyrics: Charles Trenet

## Kritiken
„Der ebenso anrührende wie analytische Film zeigt mittels einer unglaublich präzisen Bild- und Körpersprache, wie stark sich sowohl die individuellen als auch gesellschaftlichen Kommunikationsformen bei gleichbleibenden Grundbedürfnissen verändert haben.“

## Auszeichnungen
Bei der Oscarverleihung 1984 war der Film in der Kategorie Besten fremdsprachiger Film nominiert. In den Kategorien Bester Film, Beste Regie und Beste Filmmusik wurde der Film mit dem César ausgezeichnet; er war zudem für die Beste Kamera nominiert. Auf der Berlinale wurde Ettore Scola für die Beste Regie mit dem Silbernen Bären geehrt und gewann den Leserpreis der Berliner Morgenpost.